# الصليب الأحمر البيلاروسي
الصليب الأحمر البيلاروسي (بالإنجليزية: Belarus Red Cross)‏؛هي الجمعية الطبية الرسمية في دولة بيلاروسيا تأسست عام 1967.